# Dormen
Dormen är en sjö i Hedemora kommun i Dalarna och ingår i Dalälvens huvudavrinningsområde. Sjön har en area på 1,6 kvadratkilometer och ligger 135 meter över havet. Sjön avvattnas av vattendraget Flins Bäck (Lerbäcken).

## Delavrinningsområde
Dormen ingår i det delavrinningsområde (669303-152275) som SMHI kallar för Utloppet av Dormen. Medelhöjden är 176 meter över havet och ytan är 12,85 kvadratkilometer. Räknas de 12 avrinningsområdena uppströms in blir den ackumulerade arean 107,42 kvadratkilometer. Flins Bäck (Lerbäcken) som avvattnar avrinningsområdet har biflödesordning 2, vilket innebär att vattnet flödar genom totalt 2 vattendrag innan det når havet efter 165 kilometer. Avrinningsområdet består mestadels av skog (67 procent). Avrinningsområdet har 1,59 kvadratkilometer vattenytor vilket ger det en sjöprocent på 12,4 procent.

## Galleri

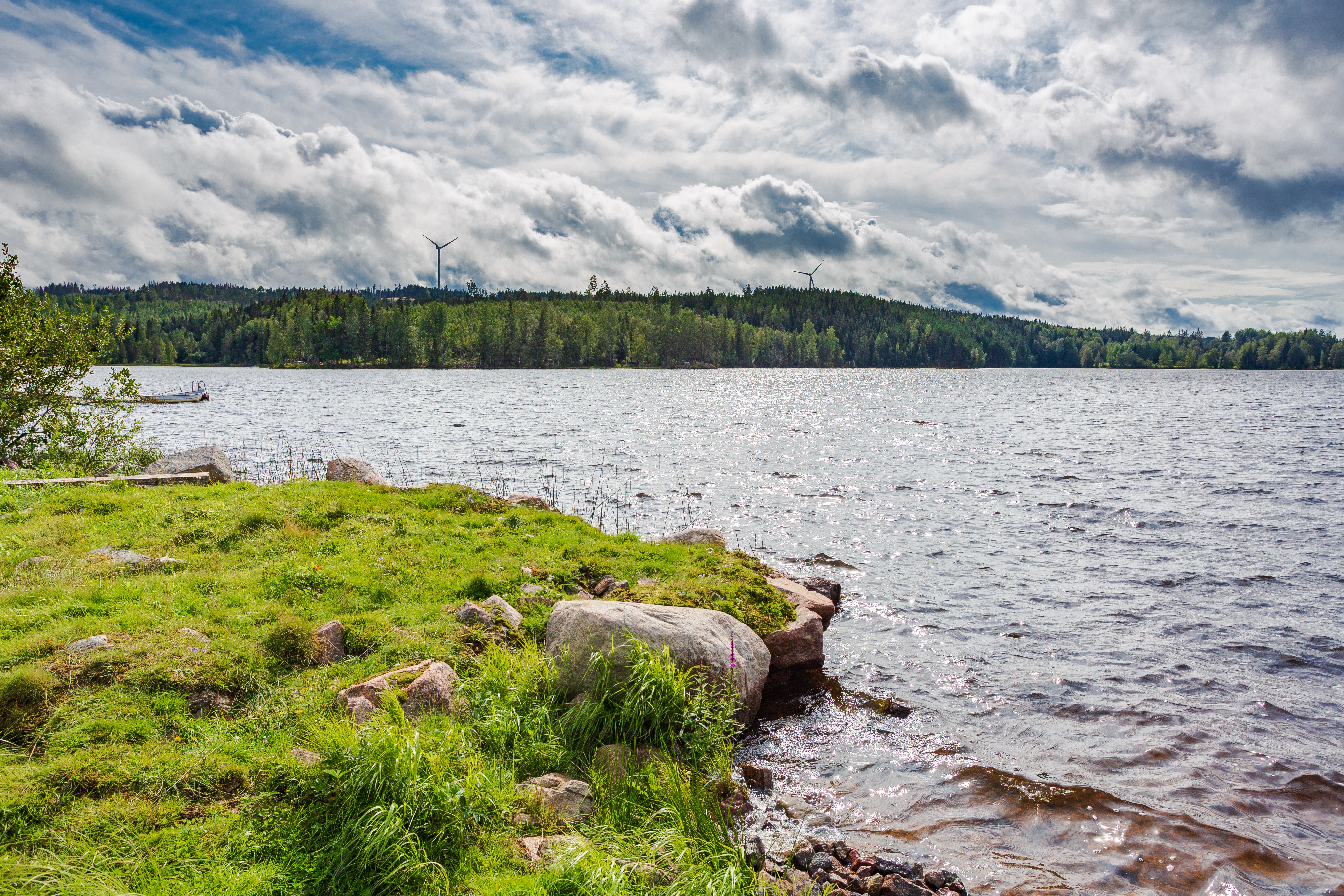
Dormen sedd från Hummelbo med vindkraftparken på Högtjärnsklack i bakgrunden.
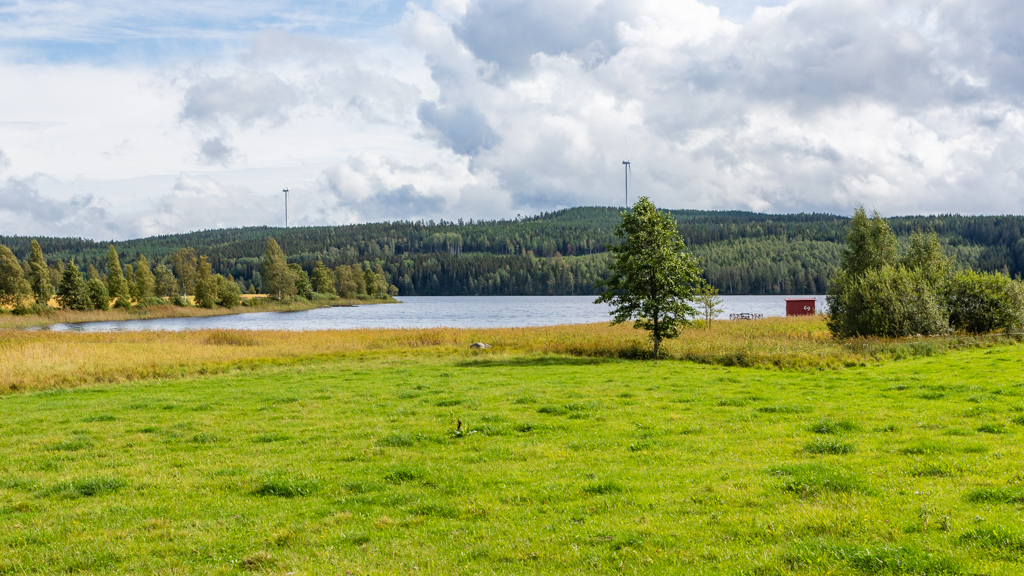
Dormen sedd från Dormsjöskolan med vindkraftparken på Högtjärnsklack i bakgrunden.